# توماس همفري مارشال
كان توماس همفري مارشال (19 ديسمبر 1893 – 29 نوفمبر 1981) عالم اجتماع إنجليزي، اشتهر بمقالته «المواطنة والطبقة الاجتماعية»، وهو عمل جوهري عن المواطنة قدم فكرة أن المواطنة الكاملة تشمل المواطنة المدنية والسياسية والاجتماعية.

## سيرة حياته
وُلد مارشال بلندن في 19 ديسمبر 1893 لأسرة ثرية مهتمة بالفنون (عائلة بلومزبري). كان الابن الرابع من بين ستة أطفال. اكتسب جده الأكبر مالًا وفيرًا من الصناعة، وكان والده مهندسًا معماريًا ناجحًا، تاركين له حياة وميراثًا مميزين. درس في مدرسة الرجبي، وهي مدرسة داخلية خاصة، لانتمائه إلى طبقة الأثرياء. واصل دراسته في كلية الثالوث بكامبريدج، وقد درس بها التاريخ.
سُجن مارشال في ألمانيا خلال الحرب العالمية الأولى، ومن ثم التحق، في أكتوبر 1919، ببرنامج زمالة في كلية ترينيتي، حيث التحق بالأوساط الأكاديمية بوصفه مؤرخًا محترفًا. انقطع عن الدراسة عندما أصبح مرشحًا لحزب العمال في فارنهام بانتخابات عام 1922. استفاد من خوضه هذه الحملة السياسية، على الرغم من فشله فيها، لأنها جعلته على اتصال وثيق بأفراد الطبقة العاملة وعرّضته للظلم والتحيزات داخل النظام الطبقي البريطاني. ذكر في مقالة بعنوان «رحلة رجل بعلم الاجتماع البريطاني» أنه «لم يكن يعرف شيئًا عن حياة الطبقة العاملة»، ما يجعل هذه التجربة بمثابة صحوة جذرية سيسترشد بها في عمله لاحقًا.
أصبح مارشال في ما بعد مدرسًا للعمل الاجتماعي في كلية لندن للاقتصاد عام 1925. أصبح محاضرًا ورئيسًا لقسم العلوم الاجتماعية في كلية لندن للاقتصاد في الفترة منذ 1944 إلى 1949، وحصل على أستاذية مارتن وايت لعلم الاجتماع في الفترة منذ 1954 إلى 1956.
عمل مارشال في اليونسكو كرئيس لقسم العلوم الاجتماعية منذ 1956 إلى 1960، وربما ساهم في ميثاق الأمم المتحدة الدولي الخاص بالحقوق الاقتصادية والاجتماعية والثقافية، والذي صيغ عام 1954، ولكن لم يُصدق عليه حتى عام 1966.
كان الرئيس الرابع للجمعية الدولية لعلم الاجتماع (1959-1962).
تُوفي مارشال في 29 نوفمبر 1981 في كامبريدج.

## البحث الأكاديمي

### المواطنة والطبقة الاجتماعية
كتب مارشال مقالة مهمة عن المواطنة، أصبح في ما بعد أشهر أعماله، بعنوان «المواطنة والطبقة الاجتماعية». نُشر الكتاب في عام 1950، واستند إلى محاضرة أُلقيت في العام السابق. مُنحت الجنسية البريطانية في الأصل للمنتمين إلى الطبقة العليا ذات الامتيازات المدنية والسياسية والاجتماعية. زعم مارشال، رغم ذلك، أن نوع جديد من المواطنة، نشأ مع توسع الرأسمالية، أدى إلى تمزيق مجموعة الامتيازات التي كان يتمتع بها ذوي الامتيازات. حلل تطور المواطنة باعتبارها تطورًا للحقوق المدنية، فالسياسية، ثم الحقوق الاجتماعية.
حدد مارشال الجوانب الثلاثة للمواطنة على النحو التالي:
- الحقوق المدنية: ويُقصد بها الحقوق اللازمة لحرية الأفراد، وحرية الفرد، وحرية التعبير والفكر والعقيدة، والحق في الملكية وإبرام العقود الصحيحة، والحق في العدالة.
  - ألغى هذا المفهوم للحقوق المدنية الفردية «القوانين والأعراف التي قيدت الحق في العمل أيضًا. وأصبح الآن بإمكان العمال البحث بصورة قانونية عن عمل، وهو ما يتوافق مع حاجة الرأسمالية إلى أسواق العمل.
  - كما جادل مارشال بأن مبدأ المواطنة المدنية يحتوي في ذاته دافعًا نحو المزيد من المساواة خاصةً المساواة السياسية.
- الحقوق السياسية: ويُقصد بها حق المشاركة في ممارسة السلطة السياسية. [24]
  - الاقتراع العام.
  - انتخاب ممثلين للبرلمان.
- الحقوق الاجتماعية: ويُقصد منها الحق في حدٍ أدنى من الرفاهية الاقتصادية والأمن، والحق في المشاركة الكاملة في الإرث الاجتماعي والعيش حياة متحضرة. تُفهم الحقوق الاجتماعية عادةً على أنها منافع مرتبطة بدولة الرفاهية الحديثة والحريات الإيجابية كحقوق الرعاية.

ناقش مارشال أيضًا بأن هذه الجوانب الثلاثة للمواطنة تطورت في إنجلترا بترتيب معين. حُددت الحقوق المدنية على نحو أكبر في القرن الثامن عشر، والحقوق السياسية في القرن التاسع عشر، والحقوق الاجتماعية في القرن العشرين. يُوجد تداخل معقد بين هذه المفاهيم من المواطنة. يحصل المواطنون، وفقًا لمارشال، «بمجرد الاعتراف بهم كأعضاء كاملي العضوية في المجتمع، على حقوق اجتماعية لا يمكن إنكارها، كالحماية من الفقر».
استبدل هذا التوسع في الحقوق الاجتماعية الأفكار السابقة المتمثلة في تقديم المساعدة المادية كمسألة خيرية، أو جعل مساعدة الدولة مشروطة بتنازل المتلقين عن حقوقهم المدنية أو السياسية، كما هو الحال بموجب تشريعات الرعاية الاجتماعية السابقة.
تُمنح الحقوق الاجتماعية على أساس المواطنة لا على أساس الطبقة أو الحاجة. ادعى مارشال أن توسيع الحقوق الاجتماعية لا تستلزم تدمير الطبقات الاجتماعية وعدم المساواة. كان مارشال معجبًا بليونارد هوبهاوس، وصديقًا مقربًا له. ظهر مفهومه عن المواطنة للعيان من خلال سلسلة من المحاضرات التي ألقاها هوبهاوس في كلية لندن للاقتصاد، فهوبهاوس أكثر فلسفية، بينما تأثر مارشال الإجراءات التي اتخذها اللورد بيفريدج بعد الحرب العالمية الثانية. شارك كل هؤلاء في تحول الفكر الليبرالي إلى ما يُسمي «الليبرالية الجديدة»، وهي ليبرالية ذات ضمير اجتماعي. يتحدث مارشال أيضًا بشأن المواطنة الصناعية وعلاقتها بالمواطنة. قال إن الحقوق الاجتماعية هي مقدمة للحقوق السياسية والمدنية.
يُعد تحليلها الرأسمالية في ما يتعلق بالحقوق الاجتماعية الناشئة، من بين التأثيرات الدائمة لـ «المواطنة والطبقة الاجتماعية». أشار مارشال إلى «التناقض بين الحقوق الاجتماعية ومتطلبات اقتصاد السوق ضمن السياق الديناميكي للرفاهية الرأسمالية، إذ عملت المواطنة لاحتواء هذه النزاعات بين الطبقات الاجتماعية». خلق التفاوت الطبقي داخل المجتمعات الرأسمالية تعارضًا مع أفكار مارشال الناشئة عن المواطنة. يناقش مارشال ضرورة إنشاء الحقوق الاجتماعية للحد من هذا التعارض بين عدم المساواة المدنية والسياسية والاقتصادية. رأى مارشال هذه العملية على أنها صراع، يتكشف على مدى قرون عديدة، ويتطلع إلى المستقبل، أملًا في مجتمع أكثر مساواة.